# 賴仁聲
賴仁聲（1898年—1970年），台灣台中人，牧師、台語文作家。本名賴鐵羊。賴仁聲為柳原長老教會賴臨長老的長子，曾就讀於台南神學院，受教於巴克禮牧師等人。1921年畢業後，先後在楠梓、清水、二林、萬豐等教會擔任牧師。其一生著有《俺娘的目屎》、《刺仔內的百合花》、《可愛的仇人》等台語白話字小說，亦為出版最多白話字小說的作家，作品具有濃厚的宗教性與社會性，描寫的多為一般的庶民生活，或因信基督後得救的故事。

## 作品

### 小說
- （俺娘的目屎，別名：母之淚；1924年）
- （用尻脊向上帝；1939年）
- （刺仔內的百合花；1954年）
- （疼你贏過通世間；1955年）
- （可愛的仇人；1960年）

### 台灣教會公報

#### 小說
- （逐人毋免絕望，的確有向望；1939年2月）
- （用尻脊向上帝；1940年1月）
- （一杯冷水；1954年12月）
- （倍加運動：一杯冷水；1955年1月）

#### 散文
- （著注神看耶穌；1934年2月－3月）
- （毋通相排斥；1934年6月－11月）
- （雜錄：澎湖教聲；1937年7月）
- （歐美宗教現勢；1937年11月）
- （非常時佮信仰；1937年12月）
- （宣道會通訊；1939年2月）
- （；1956年8月、11月）
- （；1956年11月）
- （論倍加運動；1958年11月）
- （；1959年7月）
- （佇主來死的人有福氣；1960年3月）

## 外部連結
- 台灣白話字文獻館 （页面存档备份，存于）